# 嘉義林區管理處辦公區內木構造建築群
嘉義林區管理處辦公區內木構造建築群，是位於台灣嘉義市東區的宅第建築，前身是臺灣總督府營林所嘉義出張所辦公區，現為行政院農業委員會林務局嘉義林區管理處的辦公廳舍，2005年登錄為嘉義市歷史建築。

## 沿革
日治時期的官營林業事業始於阿里山，為了開發阿里山的林業資源，總督府開始興建阿里山森林鐵路，1912年森林鐵路全線通車後，嘉義市成為林場木材的集散地，帶動嘉義製材
業以及木材加工業的發展，當年檜町的林務機關因木材產業興盛，生活機能十分完備，木材的供給充足且價格低廉，因此出現大量木構造建築，並設立出張所辦公區、原嘉義製材所、貯木池與臺灣總督府營林所職員宿舍等設施。
第二次世界大戰後，營林所辦公區由台灣省農林廳林務局接收，目前辦公區為林管處公務用地，現由行政院農業委員會林務局嘉義林區管理處。負責保養及維護工作。

## 建築設計
嘉義林區管理處辦公區內木構造建築群為日治時期之木構建築，全區為方形配置，建築物總容積272.67平方公尺，整體配置為ㄇ字型。
以中央廣場為準，東向為舊檔案室、文康室及育樂課儲藏室（A棟）；北向為原禮堂、公會與開標室（B棟），西向為合作社（C棟）與製圖室（D棟），建築臺基為紅磚砌構造，外部屋身之構造為「大壁造」「小舞壁」與「木摺壁」並外覆南京下見板張雨淋板，轉角以金屬板包覆。屋頂為寄棟屋根與「切妻屋根」混合。屋架型式為和小屋及洋小屋組。

## 外部連結
- 官方网站（繁體中文）（英文）（日語）
- 嘉義林區管理處辦公區內木構造建築群－國家文化資產網